# Астрономија на Марсу
У већини случајева посматрање астрономских феномена са површине Марса идентично је посматрањима са планете Земље, међутим, у појединим случајевима (на пример, гледано са Марса, Земља је звезда даница и звезда вечерњача, док је са Земље то Венера), могу се потпуно разликовати. На пример, пошто амосфера Марса не садржи озонски омотач, са површине ове планете се може практиковати и ултраљубичаста астрономија.

## Годишња доба
Нагиб осе ротације Марса износи 25,19°, што је приближно нагибу осе ротације Земље – 23,44°, па стога и на Марсу постоје годишња доба као и на Земљи (пролеће, лето, јесен и зима). Као и на Земљи, северна и јужна полулопта доживљавају лето и зиму у супротно доба године.
Међутим, ексцентрицитет орбите Марса је значајно већи од Земљиног, па је стога годишња доба не трају исти број дана (сола), што је још израженије него на Земљи:
| Годишње доба                  | Сола (на Марсу) | Дана (на Земљи) |
| ----------------------------- | --------------- | --------------- |
| Северно пролеће, јужна јесен: | 193,30          | 92,764          |
| Северно лето, јужна зима:     | 178,64          | 93,647          |
| Северна јесен, јужно пролеће: | 142,70          | 89,836          |
| Северна зима, јужно лето:     | 153,95          | 88,997          |

Практично гледано, ово значи да лета и зиме трају различито и нису исте „жестине“ на северној и јужној полулопти. Зиме на северној полулопти трају кратко и благе су (јер се Марс креће брже у свом афелу), док су зиме на јужној полулопти дуге и хладне (јер се Марс креће спорије у близини свог перихела). Исто тако, лета на северној полулопти су дуга и хладнија, док су на јужној полулопти кратка и топлија. Из овога се може закључити да су температурни ектреми (најниже и највише температуре) далеко већи на јужној него на северној полулопти.
Сезонско кашњење (појава када датум максималне температуре ваздуха на некој географској локацији на планети касни за датумом максималне инсолације) на Марсу траје највише неколико дана, због тога што Марс не поседује велике водене површине (океане и мора) и сличне факторе који би ту појаву још више ублажили (поређења ради, сезонско кашњење на Земљи се креће од 15–20 дана, па све до преко два месеца). Због тога, гледано са аспекта температуре на површини, пролеће је скоро идентично лету, док је јесен скоро идентична зими, и да Марс има кружну орбиту око Сунца максималне и минималне температуре би се бележиле само неколико дана након летњег и зимског солстиција, а не око месец дана касније као што је то случај на Земљи. Једина разлика између пролећних и летњих температура постоји због великог ексцентрицитета орбите – током пролећа на северној полулопти Марс је даље од Сунца него током лета на истој полулопти, па је само због тог разлога пролеће мало хладније од лета, а јесен мало топлија од зиме. С друге стране, на јужној полулопти важи супротно.
Наравно, температурне разлике између пролећа и лета су далеко мање од температурних варијација које се дешавају у склопу једном сола на Марсу (марсовског дана). Сваког сола, температура достиже највишу вредност у подне и најнижу вредност у поноћ. Слична ситуација је и у пустињама на Земљи (са +50 ° дању, температура се спушта испод 0 ° ноћу), само што је на Марсу разлика између дневне и ноћне температуре далеко већа.
Занимљиво је напоменути да нагиб осе ротације и ексцентрицитет орбите Земље и Марса никако нису константни, и да се мењају услед гравитационих пертурбација од стране других планета у Сунчевом систему, али се те промене дешавају током десетина хиљада или чак стотина хиљада година. Тако на пример, Земљин ексцентрицитет орбите варира 1%, а та вредност се повремено пење на 6%, и у далекој будућности и Земља ће имати велике разлике у трајању годишњих доба, као што је то данас случај на Марсу. Уз те варијације настају и далеко веће промене климатских прилика у регионима (хемисферама) зависно од годишњих доба.
Поред ексцентрицитета орбите, Земљин нагиб осе ротације се креће од 21,5° до 24,5°, и период за који се ова промена деси износи 41.000 година. Сматра се да су овај и други слични циклуси одговорни за ледена доба на Земљи (за више информација видети чланак Миланковићеви циклуси). С друге стране, на Марсу нагиб осе ротације варира између 15° и 35° током периода од 124.000 година. Скорашња истраживања указују да се током милиона година нагиб осе ове планете чак креће у распону од 0° до 60°. Изводи се закључак да Месец игра важну улогу у стабилизацији осе ротације Земље, и држи је у одређеним границама, док Марс не поседује природан сателит довољно велике масе који би могао да му стабилизује осу ротације, па се она на дужи временски период тако хаотично мења.

## Боја неба на Марсу
Пре изласка и заласка Сунца, боја неба на Марсу је розикасто-црвена, док је када се Сунце налази на самом хоризонту боја неба плава. Ово је у потпуности супротно од ситуације на Земљи. Током дана, небо на Марсу је комбинација жуте и браон боје. На Марсу је ефекат Рајлијевог расејања мањи него на Земљи. Сматра се да је узрок за такву боју неба присуство магнетита у честицама атомсферске прашине, у чијој запремини он има 1% удела. Сумрак траје дуго пред излазак и залазак Сунца, баш због велике количине честица прашине које се налазе у Марсовој атмосфери. Повремено је боја неба на Марсу љубичаста, због расипања светлости од стране ситних честица леда које се налазе у облацима.
Снимање фотографија у боји Марсове површине показало се као веома тежак задатак. Јављају се многе варијације у боји неба на фотографијама које се пуштају у јавност, мада се за снимање тих фотографија најчешће користе посебни филтери како би се увећао научни аспект, а не стваран изглед планете. Дуго се сматрало да је боја неба на Марсу више розикасте боје, али је даљим изучавањем утврђено да то није тачно.

## Астрономски феномени

#### Земља и Месец
Гледано са површине Марса, Земља је унутрашња планета, као што је Венера са Земље, и често се назива звезда даница или звезда вечерњача. Са површине Марса Земља и Месец би голим оком личили на звезду, али поматрано кроз телескоп јасно би се видело да су то лоптаста тела, док би се на Земљиној полулопти видели и поједини детаљи (преовладавала би плава боја, јер је Земља већином прекривена океанима, а виделе би се и поларне капе, па можда и вегетација или Сахара у екваторијалним областима).
Посматрач са површине Марса јасно би могао да види да Месец орбитира око Земље, и то голим оком, без двогледа или телескопа. Супротно томе, посматрач са Земље не може видети природни сателит око ниједне планете на ноћном небу голим оком, и тек неколико година након појаве првих телескопа је откривено да и око других планета постоје природни сателити (прво су откривени сателити Јупитера – такозвани Галилејеви сателити).
При максималној угаоној удаљености, Земља и Месец би се јасно видели као бинарна планета, али би се око недељу дана касније они стопили у једну светлу тачку на небу (гледано голим оком), а око седам дана након тога Месец би дистигао максималну угаону удаљеност од Земље са супротне стране. Максимална угаона удаљеност Месеца од Земље, гледано са Марса, значајно варира у зависности од тога колико је Земља удаљена од Марса: када је Земља најближа Марсу (близу инфериорне конјукције) износи 17′, а само 3,5′ када је Земља најдаље од Марса (близу супериорне конјукције). Ради поређења, пречник Месеца гледано са Земље износи 31′.

#### Ауроре
Ауроре се јављају и на Марсу, али не на половима као на Земљи, јер Марс нема магнетско поље које прекрива целу планету. Ове појаве се на Марсу дешавају близу магнетских аномалија у кори планете, а које су последица постојања магнетског поља у далекој историји Марса. Баш због те чињенице, ауроре на Марсу су јединствене и такве не постоје нигде у Сунчевом систему. Вероватно су видљиве голим оком јер су углавном у ултраљубичастом спектру светлости.